# Каперник, Колин
Колин Рэнд Каперник (англ. Colin Rand Kaepernick, род. 3 ноября 1987 года) — американский игрок в американский футбол, в последнее время выступавший на позиции квотербека клуба Национальной футбольной лиги «Сан-Франциско Форти Найнерс». В университете Каперник играл за команду университета Невада, где дважды становился лучшим игроком нападения конференции Western Athletic, а также самым ценным игроком Humanitarian Bowl 2008 года. На драфте НФЛ 2011 года был выбран во втором раунде под общим 36 номером клубом «Сан-Франциско Форти Найнерс».
Свою профессиональную карьеру Каперник начал как замена стартового квотербека Алекса Смита. В середине 2012 года, из-за травмы Смита, Каперник занял позицию в стартовом составе и благодаря ему «Форти Найнерс» смогли выйти в плей-офф. В первой игре плей-офф он установил рекорд НФЛ по количеству выносных ярдов (181), сделанных квотербеком в одной игре (как в играх плей-офф, так и в регулярном чемпионате). После победы над «Атланта Фэлконс» в финале НФК, он впервые с 1994 года вывел «Сан-Франциско» в Супербоул.

## Профессиональная карьера
В сезоне 2015 года у Каперника продолжилась полоса неудач и после поражения на восьмой неделе чемпионата от «Сент-Луис Рэмс» со счётом 27:6 появились новости, что Колин уступит позицию стартового квотербека Блэйну Гэбберту. На следующей неделе в игре против «Атланты Фэлконс» в стартовом составе вышел Гэбберт, и «Форти Найнерс» одержали победу. 21 ноября руководство Сан-Франциско объявило, что Каперник пропустит оставшуюся часть сезона в связи с операцией на левом плече.
В 2016 Каперник отличился тем, что в знак протеста против полицейcкого насилия над афроамериканцами, отказался вставать под гимн США перед матчами - вместо этого он стоял на коленях или сидел. Некоторые фанаты посчитали это неуважением к американским традициям. В 2017 году Каперник покинул команду Сан-Франциско Форти Найнерс и с тех пор не заключил ни одного контракта.